# Suimanga aladaurat
El suimanga aladaurat (Drepanorhynchus reichenowi) és una espècie d'ocell de la família dels nectarínids (Nectariniidae) i única espècie del gènere Drepanorhynchus Fischer, GA et Reichenow, 1884. 	

## Descripció
- El mascle incloent les llargues plomes centrals de la cua, fa una llargària d'uns 23 cm i la femella 15 cm. Bec molt corbat.
- El mascle te plomes vorejades de groc a les ales i la cua. Gran part del plomatge és d'un cridaner color vermellós metàl·lic durant la temporada de cria, que esdevé negre mate la resta de l'any. Ventre d'un marró fosc, gairebé negre.
- La femella no té les llargues plomes centrals de la cua. Plomes vorejades de groc a les ales i la cua. Color general olivaci per sobre i groguenc per sota.
- Immadurs semblants a les femelles, amb les parts inferiors més fosques.[2]

## Hàbitat i distribució
Habita boscos, clarianes, conreus, bambú i pastures crescudes de l'Àfrica oriental, a Kenya, Uganda, nord de Tanzània, Ruanda, Burundi i la zona propera de l'est de la República Democràtica del Congo.

## Taxonomia
Espècie descrita pel naturalista alemany Gustav Fischer en 1884. El seu nom específic és un homenatge a l'ornitòleg i herpetòleg Anton Reichenow. Ha estat inclòs als gèneres Drepanorhynchus i Nectarinia. 
Es reconeixen tres subespècies.
- D. r. lathburyi (Williams JG, 1956). Nord de Kenya. Més petita que la subespècie nominal, el mascle té una lluentor metàl·lica més vermella.
- D. r. reichenowi Fischer GA, 1884. Des del sud d'Uganda fins al centre de Kenya i nord de Tanzània.
- D. r. shellyae (Prigogine, 1952. Ruanda, Burundi i l'est de la República Democràtica del Congo. Les femelles tenen el capell gris en comptes del verd de les altres subespècies.[3]

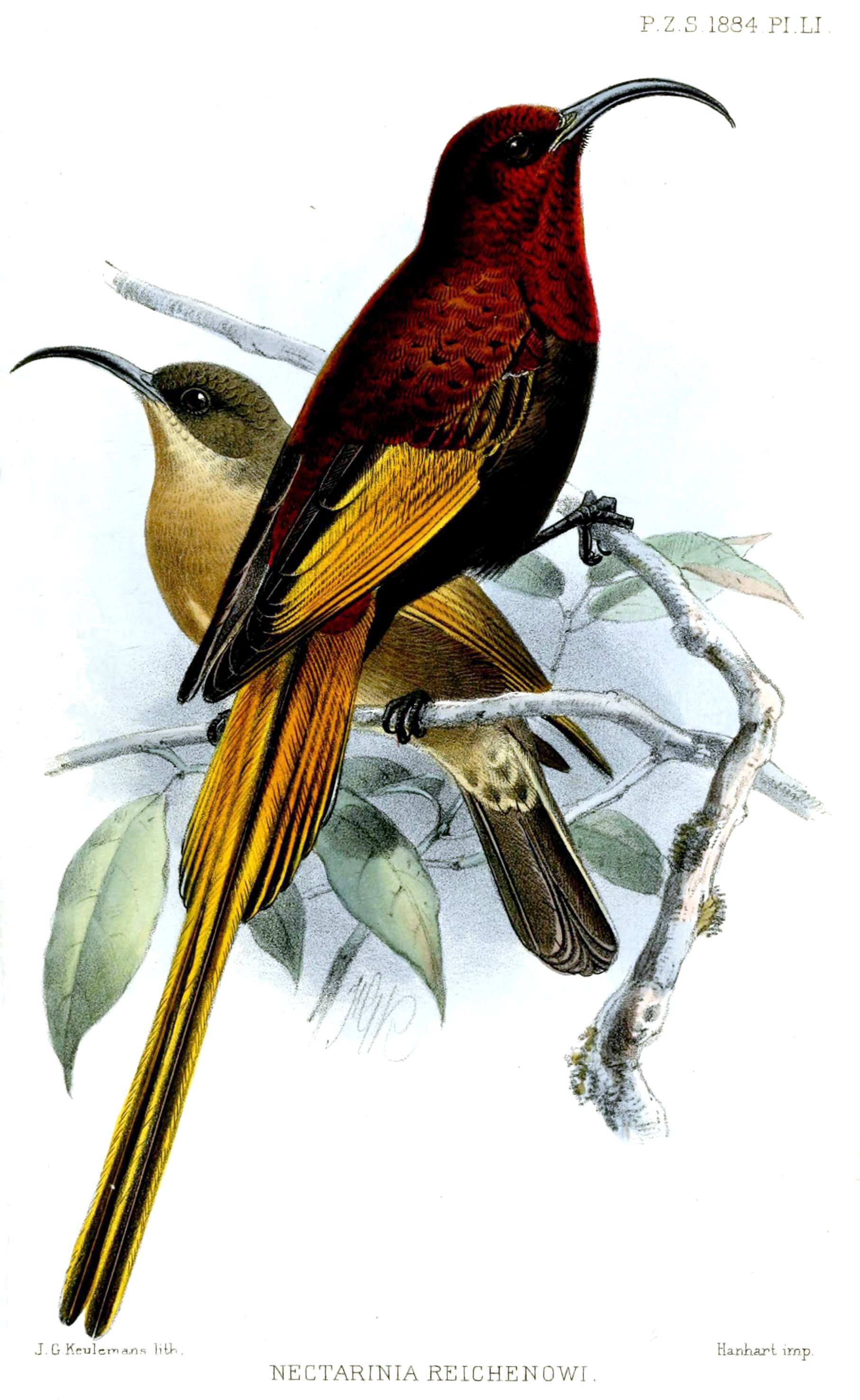
Parella de Drepanorhynchus reichenowi per John Gerrard Keulemans, 1884